# Howellidae
Gli Howellidae sono una famiglia di pesci ossei marini dell'ordine Perciformes.

## Distribuzione e habitat
Sono diffusi in tutti gli oceani. Non sono presenti nel mar Mediterraneo. Sono animali pelagici di profondità, di solito stazionano a qualche centinaio di metri di profondità ma alcune specie vivono a profondità ancora più alte e sono definibili come pesci abissali.

## Descrizione
Hanno occhi grandi e bocca abbastanza piccola. Le pinne dorsali sono due, brevi e distanziate, la prima con raggi spinosi. La pinna anale è breve. La pinna caudale è biloba. Le pinne pettorali sono molto lunghe, raggiungendo talvolta la seconda dorsale.
Il colore è in genere scuro o nero.
Sono pesci di piccola taglia, la massima supera di poco i 10 cm..

## Biologia
Ignota. Howella pammelas è nota solo per un esemplare ritrovato nello stomaco di uno squalo.

## Tassonomia
Famiglia di recente istituzione che raccoglie tre generi precedentemente posti nelle famiglie Acropomatidae e Percichthyidae.

### Specie
- Genere Bathysphyraenops
  - Bathysphyraenops declivifrons
  - Bathysphyraenops simplex
- Genere Howella
  - Howella atlantica
  - Howella brodiei
  - Howella pammelas
  - Howella parini
  - Howella sherborni
  - Howella zina
- Genere Pseudohowella
  - Pseudohowella intermedia[2]